# نيكولا فيليبو
نيكولا فيليبو (بالإنجليزية: Nicola Filippo)‏ هو فنان أمريكي، ولد في 27 مايو 1957.